# Begonia ravenii
Begonia ravenii là một loài thực vật có hoa trong họ Thu hải đường. Loài này được C.I.Peng & Y.K.Chen mô tả khoa học đầu tiên năm 1988.